# إم. دي. فان هورن
إم. دي. فـان هورن هو سياسي أمريكي، ولد في 12 يناير 1837 في مقاطعة ديلاوير في الولايات المتحدة، وتوفي في 14 أغسطس 1895 في دنفر في الولايات المتحدة.